# Isn't Life Wonderful
Isn't Life Wonderful er en amerikansk stumfilm fra 1924 af D. W. Griffith.

## Medvirkende
- Carol Dempster som Inga
- Neil Hamilton som Paul
- Erville Alderson
- Helen Lowell
- Marcia Harris
- Frank Puglia
- Hans Adalbert Schlettow
- Paul Rehkopf